# Häggesleds socken
Häggesleds socken i Västergötland ingick i Kållands härad, uppgick 1969 i Lidköpings stad och området ingår sedan 1971 i Lidköpings kommun och motsvarar från 2016 Häggesleds distrikt.
Socknens areal var 11,95 kvadratkilometer varav 11,93 land. År 2000 fanns här 143 invånare. Sockenkyrkan Häggesleds kyrka ligger i socknen.

## Administrativ historik
Socknen har medeltida ursprung. 
Vid kommunreformen 1862 övergick socknens ansvar för de kyrkliga frågorna till Häggesleds församling och för de borgerliga frågorna bildades Häggesleds landskommun. Landskommunen uppgick 1952 i Järpås landskommun som 1969 uppgick i Lidköpings stad som 1971 ombildades till Lidköpings kommun. Församlingen uppgick 2002 i Järpås församling.
1 januari 2016 inrättades distriktet Häggesled, med samma omfattning som församlingen hade 1999/2000.  
Socknen har tillhört län, fögderier, tingslag och domsagor enligt vad som beskrivs i artikeln Kållands härad. De indelta soldaterna tillhörde Västgöta-Dals regemente och Västgöta regemente, Livkompaniet.

## Geografi
Häggesleds socken ligger sydväst om Lidköping. Socknen är en småkuperad odlad slättbygd med skog i norr och öster.

## Fornlämningar
Lösfynd från stenåldern är funna. Från järnåldern finns gravar, stensättningar och domarring. Två runstenar och fragment av ytterligare tre finns på kyrkogården.

## Namnet
Namnet skrevs 1366 Heggeslef och kommer från kyrkbyn. Efterleden är löv, 'arvegods'. Förleden kan innehålla mansnamnet Häggir.